# Lugenheim
Lugenheim ist eine Wüstung in der Flur Taubenheim in der Gemeinde Klipphausen im Landkreis Meißen, Sachsen. 

## Lage

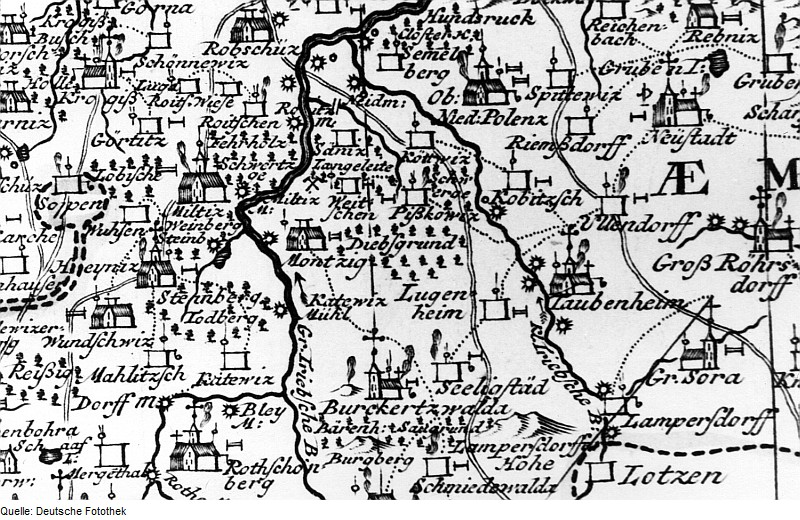
Lugenheim zwischen Taubenheim und „Seeligstäd“ auf einer Karte des Amtes Meißen von 1750

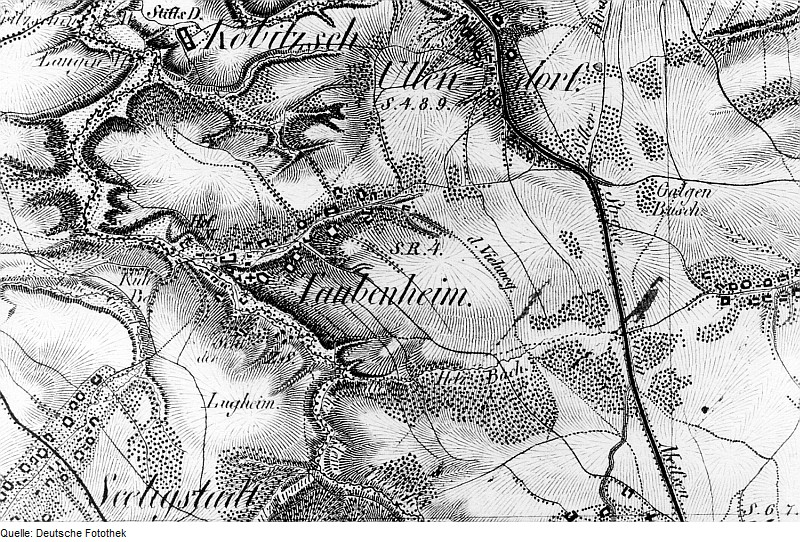
Flurname „der Lugheim“ auf einer Karte aus dem 19. Jahrhundert

Die Wüstung Lugenheim befindet sich im Zentrum der Gemeinde Klipphausen und somit im Süden des Landkreises Meißen. Der Ort der Wüstung unterliegt landwirtschaftlicher Nutzung. Er befindet sich auf einer Anhöhe zwischen dem Tal der Kleinen Triebisch bei Taubenheim und dem Tälchen des Gallenbachs bei Seeligstadt. Weitere umliegende, noch bestehende Siedlungen sind Lampersdorf im Osten sowie Piskowitz im Nordwesten. Nach Süden hin steigt das Gelände zur Baeyerhöhe an.

## Geschichte
Erstmals erwähnt wurde der Ort 1311 als „Luginheim“ oder „Luginhein“, 1334 hieß er „Lugenheym“. Im Jahr 1350 wurde Lugenheim als „Villa“, also Dorf, bezeichnet. Gepfarrt war es 1428 ins benachbarte Taubenheim.
Im Jahr 1547 lagen die zehn Hufen Land in Lugenheim dann wüst, der Ort war damals offenbar unbesiedelt. Als „Lungenheim“ taucht er 1696 in einer Urkunde auf, als er dem Rittergut Taubenheim unterstand. Im Jahr 1723 waren in Lugenheim vier Gärtner und sieben Häusler ansässig. Im 19. Jahrhundert bestand im Ort noch eine Schäferei, worauf der heutige Straßenname „Schäfereiberg“ zurückgeht. Als „der Lugheim“ wird im 19. Jahrhundert die Anhöhe zwischen Seeligstadt und Taubenheim bezeichnet.